# Orchestra Makassy
La Orchestra Makassy fu un gruppo musicale di genere soukous/muziki wa dansi formatosi in Uganda ma costituito principalmente da artisti dello Zaire (odierna Repubblica Democratica del Congo).
Nel 1975, il gruppo si trasferì a Dar es Salaam, in Tanzania. Qui accolsero Mose Se Fan Fan, con il quale incisero i primi brani, fra i quali Chama Cha Mapinduzi, scritto in onore del partito di governo tanzaniano CCM e il cui testo era basato sugli scritti del presidente Julius Nyerere. A Dar es Salaam l'Orchestra Makassy incise diversi singoli di successo, e raggiunse una buona popolarità. A cavallo fra gli anni settanta e ottanta il gruppo iniziò a declinare; in questo periodo militò per qualche tempo nelle sue file Remmy Ongala, in seguito divenuto celebre nella scena della world music internazionale grazie all'etichetta discografica Real World Records di Peter Gabriel. Nel 1982 si trasferirono a Nairobi, in Kenya, a incidere Agwaya, ma poco dopo si separarono.

## Discografia parziale
- The Radio Tanzanian Sessions (ca. 1980)
- The Nairobi Agwaya Sessions (Virgin 1982) - ripubblicato nel 2005 con il titolo Legends of East Africa - Orchestra Makassy
- The Greatest Hits Of Makassy